# ネイチャーストリップ
ネイチャーストリップ（Nature Strip、2014年11月16日 - ）は、オーストラリアの競走馬。
主な勝ち鞍は2019年のザギャラクシー、モイアステークス、2019年・2021年のスプリントクラシック、2020年 - 2022年のTJスミスステークス3連覇、2021年ブラックキャビアライトニング、ジ・エベレスト、2022年のキングズスタンドステークス。

## 戦績

### 3歳（2017・18年）
2017年10月10日にモーニントン競馬場の未勝利戦でデビューして勝利。その後ハンデ戦2着を挟んで、11月17日のムーニーバレー競馬場のハンデ戦で2勝目を挙げた。
年明けに2勝し、年を跨いで3連勝。条件戦2着の後に重賞初挑戦となった5月5日のユークレースステークス(G2)に出走して4着と好走した。
6月23日のフレミントン競馬場のハンデ戦1着のあとにクレスウィックステークス(L)とライトニングステークス(L)を連勝してシーズンを終えた。

### 4歳（2018・19年）
9月8日のマクエウェンステークス(G2)に1番人気で出走して、56秒95のコースレコードで逃げ切って重賞初制覇を飾った。
G1初挑戦となった9月28日のモイアステークス(G1)はレース序盤から果敢に先頭に立ったが、直線で馬群に沈み8着に敗れた。
年が明けて2月2日の競走で復帰予定だったが、ダレン・ウィアー厩舎が警察の強制調査を受けたために直前で回避し、急遽クリス・ウォーラー厩舎に転厩した。そのため9日のルビトンステークス(G2)で復帰し、圧倒的1番人気で2着に3.5馬身差で快勝した。その後は2月23日のオークリーステークス(G1)では1番人気に推されるも伸びを欠き10着に沈んだ。
3月23日のザギャラクシー(G1)でも1番人気に推され。ハナに立って粘り込みを図り、0.1馬身差しのいでG1初制覇を飾った。
その後は5月11日ドゥームベン10000(G1)に出走するも伸び切れず4着に敗れた。

### 5歳（2019・20年）
9月7日のコンコルドステークス(G3)で始動するも4着に敗戦するも、叩き2戦目の27日のモイアステークス(G1)では大接戦を制してG1・2勝目を挙げた。
10月19日のジ・エベレストに出走するも4着に敗れるが、巻き返しを図る11月9日のスプリントクラシック(G1)では一方的にリードを広げて2着に3.25馬身差の圧勝でG1・3勝目を飾った。
年が明けて2月15日のブラックキャビアライトニング(G1)で復帰して4着に敗れるが、3月7日のチャレンジステークス(G2)ではレッドゼルに3馬身差をつけて完勝した。
4月4日のTJスミスステークス(G1)は1番人気に推され、先行争いを制して最終コーナーで後続を突き放し、2馬身のリードを保って逃げ切りG1・4勝目を挙げた。
今季のG1・3勝などの活躍が評価されて豪州年度代表馬および最優秀短距離馬に選出された。

### 6歳（2020・21年）
9月5日のコンコルドステークス(G3)で始動して2着。10月3日のプレミアステークス(G2)は4着。続く10月17日のジ・エベレストでは残り200mで先頭に立つ最後で伸びを欠き、クラシックレジェンドから3.8馬身差の7着に敗れた。
11月7日のスプリントクラシック(G1)は後続を離して逃げるもビヴァークに並ぶ間もなく交わされ、2着を死守するのがやっとだった。
年が明けて2月13日のブラックキャビアライトニング(G1)で復帰し、2番手での追走から残り400mで抜け出すと後続の追撃を0.5馬身振り切ってG1・5勝目を挙げた。
3月7日のチャレンジステークス(G2)では2着に敗れるも、4月10日のTJスミスステークス(G1)では絶好の手応えで2番手を追走して残り300mで2馬身差抜け出してG1・6勝目を連覇で飾った。
今季の短距離での活躍が評価されて最優秀短距離馬に2年連続で選出された。

### 7歳（2021・22年）
9月4日のコンコルドステークス(G3)で始動し、軽く促しただけで2着に2.48馬身差で勝利。続く18日のザショーツ(G2)では中間点で先頭に立つもエデュアルドに差し返されて2着に敗れた。
10月16日のジ・エベレストでは1番人気に推され、好スタートから先頭になって追い込んできたマスクドクルセーダーを0.2馬身振り切り、三度目の正直でジ・エベレストを制した。
11月16日のスプリントクラシックは圧倒的な1番人気で出走。コース中央を先頭に立って進め、徐々に外ラチ沿いに進路を取りつつ残り300付近で後続を一気に突き放し、最後は流して3.25馬身差での余裕の勝利。G1・7勝目を圧巻の逃げ切りで飾った。
年が明けて2月19日のブラックキャビアライトニング(G1)で復帰して1番人気に推されるも一完歩目で隣の馬と接触して後手となり、早めに挽回を図るもホームアフェアズを捉え切れずに2着。3月5日のチャレンジステークス(G2)はやや伸び上がるように発馬し、エデュアルドの2番手をってマークするも追いつけず、さらにシェルビーシックスティシックスが襲い掛かって3着に敗れた。
4月3日のTJスミスステークス(G1)は単勝2.30倍の支持を集めた1番人気に推された。エデュアルドとの主導権争いを制して先頭に立ち、直線では3.36馬身突き放して逃げ切り、G1・8勝目と同競走3連覇を果たした。
その後はイギリスに遠征してロイヤルアスコット開催で行われる6月14日のキングズスタンドステークス(G1)に参戦し、ゴールデンパルに続く2番人気で出走。発馬でやや後手を踏むも瞬く間に位置を挽回し、中央よりから先頭勢に並ぶと残り1ハロン標識の手前から動き出すと懸命に追われる他馬を尻目に見る見る差を広げて2着4馬身半差の圧勝。豪州調教馬による5頭目のキングズスタンドステークス優勝馬となった。
今季の活躍が評価されて豪州年度代表馬および最優秀短距離馬に選出された。

### 8歳（2022・23年）～9歳（2023・24年）
始動戦となった9月17日のザショーツ（G2）を快勝するも、連覇がかかったジエベレストでは4着と敗退。11月5日のチャンピオンズスプリントは2着、年が明けて2023年2月18日のブラックキャビアライトニングは6着、4月1日のTJスミスステークスは4着となり8歳シーズンを終えた。9歳となった9月2日のG3コンコルドステークスでは好位追走も直線で伸びを欠いて6着に敗れ、このレースを最後に現役を引退した。

## 血統表
| ネイチャーストリップの血統 | ネイチャーストリップの血統                             | ネイチャーストリップの血統                             | （血統表の出典）                                       | （血統表の出典） |
| 父系                       | ダンジグ系（ノーザンダンサー系）                       | ダンジグ系（ノーザンダンサー系）                       | ダンジグ系（ノーザンダンサー系）                       | [ § 2 ]          |
| 父 Nicconi 鹿毛 2005       | 父の父Bianconi 青鹿毛 1995                             | Danzig                                                 | Northern Dancer                                        | Northern Dancer  |
| 父 Nicconi 鹿毛 2005       | 父の父Bianconi 青鹿毛 1995                             | Danzig                                                 | Pas De Nom                                             |                  |
| 父 Nicconi 鹿毛 2005       | 父の父Bianconi 青鹿毛 1995                             | Fall Aspen                                             | Pretense                                               | Pretense         |
| 父 Nicconi 鹿毛 2005       | 父の父Bianconi 青鹿毛 1995                             | Fall Aspen                                             | Change Water                                           |                  |
| 父 Nicconi 鹿毛 2005       | 父の母Nicola Lass 鹿毛 1995                            | Scenic                                                 | Sadler's Wells                                         | Sadler's Wells   |
| 父 Nicconi 鹿毛 2005       | 父の母Nicola Lass 鹿毛 1995                            | Scenic                                                 | Pretense                                               |                  |
| 父 Nicconi 鹿毛 2005       | 父の母Nicola Lass 鹿毛 1995                            | Dubai Lass                                             | Bletchingly                                            | Bletchingly      |
| 父 Nicconi 鹿毛 2005       | 父の母Nicola Lass 鹿毛 1995                            | Dubai Lass                                             | Frivolous Lass                                         |                  |
| 母 Strikeline 栗毛 2000    | 母の父Desert Sun 鹿毛 1988                             | Green Desert                                           | Danzig                                                 | Danzig           |
| 母 Strikeline 栗毛 2000    | 母の父Desert Sun 鹿毛 1988                             | Green Desert                                           | Foreign Courier                                        |                  |
| 母 Strikeline 栗毛 2000    | 母の父Desert Sun 鹿毛 1988                             | Solar                                                  | Hotfoot                                                | Hotfoot          |
| 母 Strikeline 栗毛 2000    | 母の父Desert Sun 鹿毛 1988                             | Solar                                                  | Languissola                                            |                  |
| 母 Strikeline 栗毛 2000    | 母の母Strike High 鹿毛 1989                            | Pre Emptive Strike                                     | Blushing Groom                                         | Blushing Groom   |
| 母 Strikeline 栗毛 2000    | 母の母Strike High 鹿毛 1989                            | Pre Emptive Strike                                     | Queen Maud                                             |                  |
| 母 Strikeline 栗毛 2000    | 母の母Strike High 鹿毛 1989                            | Flight Hostess                                         | Zamazaan                                               | Zamazaan         |
| 母 Strikeline 栗毛 2000    | 母の母Strike High 鹿毛 1989                            | Flight Hostess                                         | Robins Flight                                          |                  |
| 母系(F-No.)                | 16号族(FN:F16-a)                                       | 16号族(FN:F16-a)                                       | 16号族(FN:F16-a)                                       | [ § 3 ]          |
| 5代内の近親交配            | Danzig S3×M4、Northern Dancer S4×S5×M5、Nearctic S5×M5 | Danzig S3×M4、Northern Dancer S4×S5×M5、Nearctic S5×M5 | Danzig S3×M4、Northern Dancer S4×S5×M5、Nearctic S5×M5 | [ § 4 ]          |
| 出典                       | 1. 2. 3. 4.                                            | 1. 2. 3. 4.                                            | 1. 2. 3. 4.                                            | 1. 2. 3. 4.      |